# 平松由美
平松 由美（ひらまつ ゆみ、1965年6月19日 - ）は、フリーアナウンサー。

## 経歴
- 大阪市出身[1]。
- 1984年 大阪府立天王寺高等学校卒業[2]。
- 1988年 関西大学卒業[1][2]。山陽放送に入社[1]。同期入社に鍋島昭茂、竹井由美、井口京子[1]。
- 1994年 テレビ神奈川に移籍し[2]、2年程在籍。
- その後、海外生活や子育てを経て、現在は神奈川県川崎市在住[2]。

## 出演番組

### 山陽放送時代
ラジオ
- ベストヒットRSK
- ナイスモーニング
- 歌のない歌謡曲
他